# Gruta (stad)
Gruta is een plaats in het Poolse district  Grudziądzki, woiwodschap Koejavië-Pommeren. De plaats maakt deel uit van de gemeente Gruta en telt 1600 inwoners.

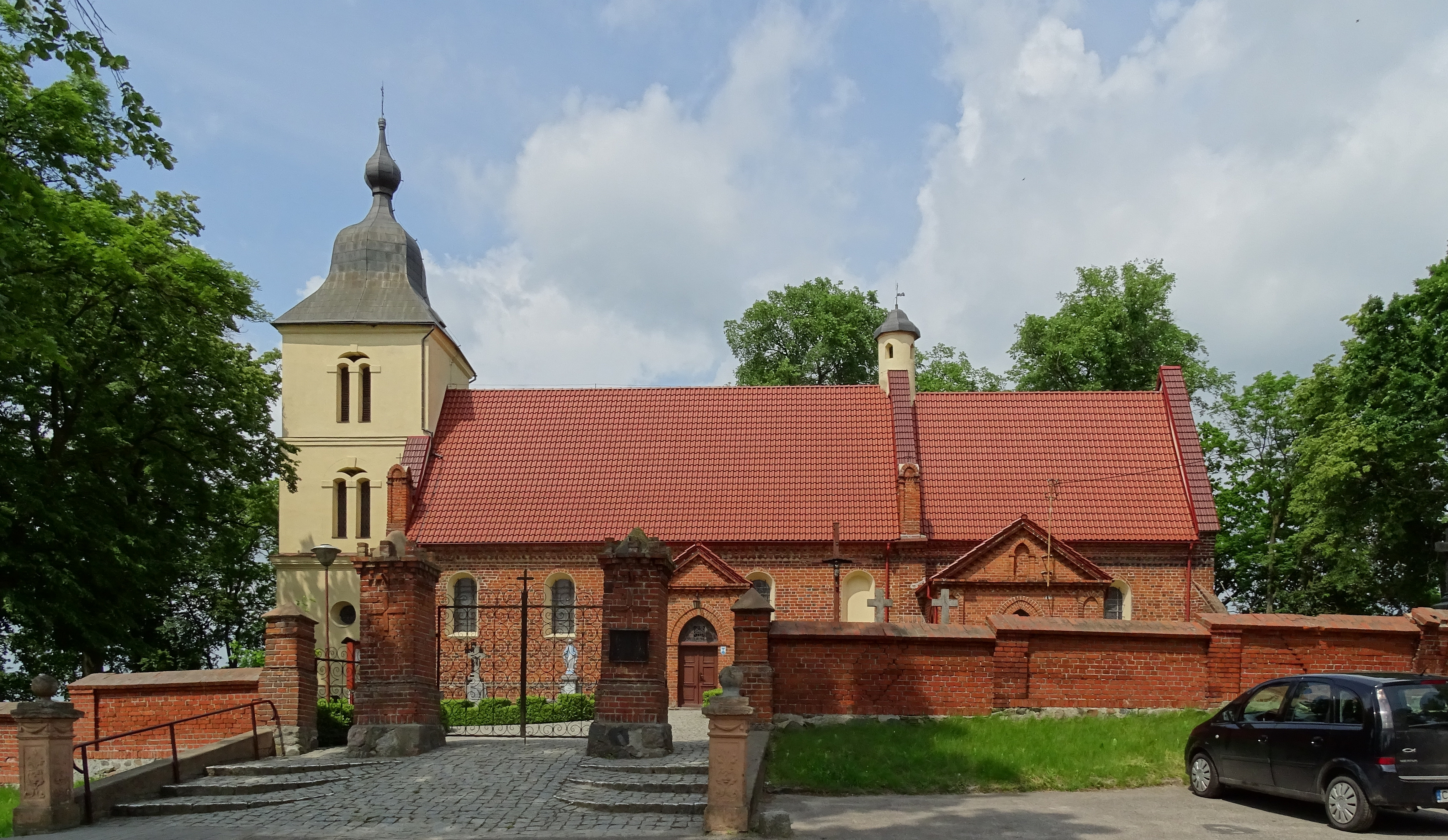
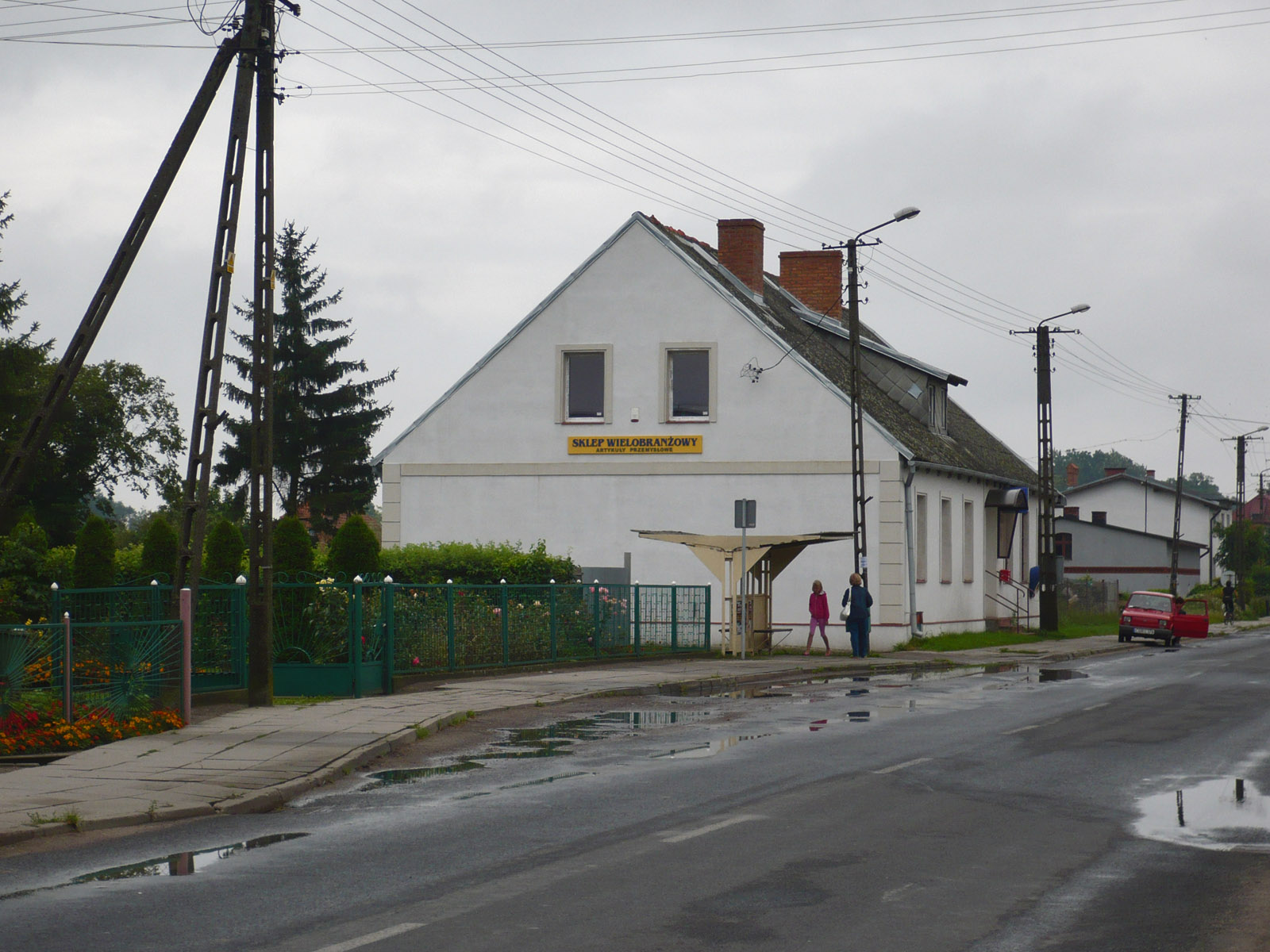
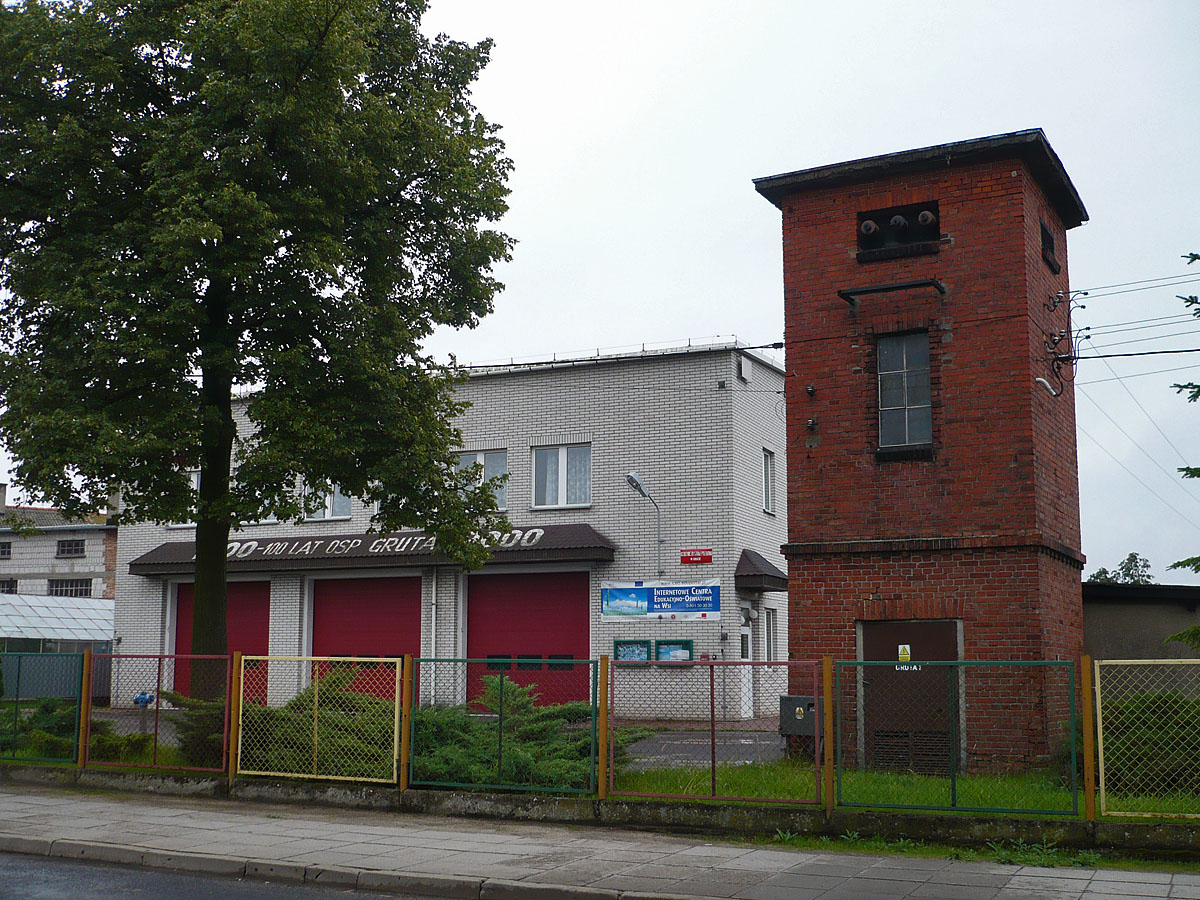